# Hyalenna lobusa
Hyalenna lobusa är en fjärilsart som beskrevs av Richard Haensch 1909. Hyalenna lobusa ingår i släktet Hyalenna och familjen praktfjärilar. Inga underarter finns listade i Catalogue of Life.